# Melaleuca ciliosa
Melaleuca ciliosa är en myrtenväxtart som beskrevs av Porphir Kiril Nicolai Stepanowitsch Turczaninow. Melaleuca ciliosa ingår i släktet Melaleuca och familjen myrtenväxter. Inga underarter finns listade i Catalogue of Life.